# Anzu. Kot-duch
Anzu. Kot-duch (jap. 化け猫あんずちゃん Bakeneko Anzu-chan) – japońsko-francuski film animowany z 2024 roku w reżyserii Yōko Kuno i Nobuhiro Yamashity, wyprodukowany przez Shin-Ei Animation i Miyu Productions. Produkcja oparta jest na mandze o tym samym tytule autorstwa Takashiego Imashiro. Premiera w japońskich kinach miała miejsce 19 lipca 2024.

## Fabuła
11-letnia Karin przyjeżdża razem z ojcem Tetsuyą do świątyni Sousei-Ji, gdzie mieszka jej dziadek. Tetsuya chce poprosić swojego ojca o pieniądze na spłatę długów u lichwiarzy. Gdy jednak jego prośba zostaje odrzucona, zostawia Karin w świątyni, obiecując, że wróci w rocznicę śmierci jej matki.
W świątyni Karin spotyka Anzu, kota, który chodzi i mówi jak człowiek, korzysta z telefonu komórkowego i skutera, a także pracuje jako masażysta. Anzu zaprzyjaźnia się z dwoma miejscowymi chłopcami w wieku Karin, którzy traktują go jak szefa gangu. Anzu zauważa również, że miejscowy mężczyzna, Yotchan, jest prześladowany przez boga ubóstwa, i podstępem zmusza go, by zostawił mężczyznę w spokoju. Tymczasem Karin jest apatyczna i znudzona w swoim nowym domu, często odwiedzając dworzec kolejowy, gdzie czeka na ojca, który jednak nigdy nie przychodzi, nawet w obiecanym dniu spotkania.
Anzu podąża za stadem przepiórek, odkrywając, że są one w rzeczywistości leśnymi duchami, i spotyka potworną żabę oraz inne yōkai. Zaprasza ich na przyjęcie w świątyni, gdzie poznają Karin. Dziewczynka płacze, mówiąc o tym, że została porzucona przez ojca i nie ma pieniędzy, próbując wzbudzić współczucie u yōkai, co jej się udaje. Później Karin przekonuje jednego z chłopców, aby ukradł skuter Anzu, dzięki któremu mogłaby uciec do Tokio. Kiedy się gubi i zostaje odnaleziona przez potworną żabę, ona i Anzu wyruszają razem.
Po tym, jak nie udało się im wejść do kolumbarium w Tokio, gdzie znajduje się grób matki Karin, Anzu zdaje sobie sprawę, że bóg ubóstwa przylgnął teraz do Karin. Bóg prowadzi ich do krainy zmarłych przez portal w zepsutej kabinie toalety, aby mogli spotkać się z matką Karin. Tam Karin widzi, jak jej ojciec balansuje na granicy życia i śmierci, dowiadując się, że lichwiarze pobili go „prawie na śmierć”. Następnie odnajduje swoją matkę i zabiera ją z powrotem do świata żywych, podczas gdy są ścigani oni i Enmę, króla zmarłych. Anzu, Karin i jej matka zostają zagonieni na festiwal, gdzie przybywają potworna żaba i inne yōkai, by im pomóc, ale zostają łatwo pokonani przez oni. Anzu próbuje podstępem zmusić Enmę, by ich zostawił, ale ten odmawia i odpycha go. Matka Karin wraca do krainy zmarłych, przyjmując czekającą ją karę, ale obiecuje, że ona i Karin spotkają się ponownie.
Karin ponownie spotyka ojca, który przeżył konfrontację z lichwiarzami i spłacił wszystkie swoje długi. Kiedy jednak prosi, by wróciła z nim do Tokio, Karin odmawia, decydując się zostać w Sousei-Ji z dziadkiem i Anzu.

## Obsada
| Postać      | Seiyū           |
| ----------- | --------------- |
| Anzu        | Mirai Moriyama  |
| Karin       | Noa Gotō        |
| Tetsuya     | Munetaka Aoki   |
| Yuzuki      | Miwako Ichikawa |
| Oshō        | Keiichi Suzuki  |
| Bóg ubóstwa | Shingo Mizusawa |
| Tanuki      | Wataru Sawabe   |

## Produkcja i wydanie

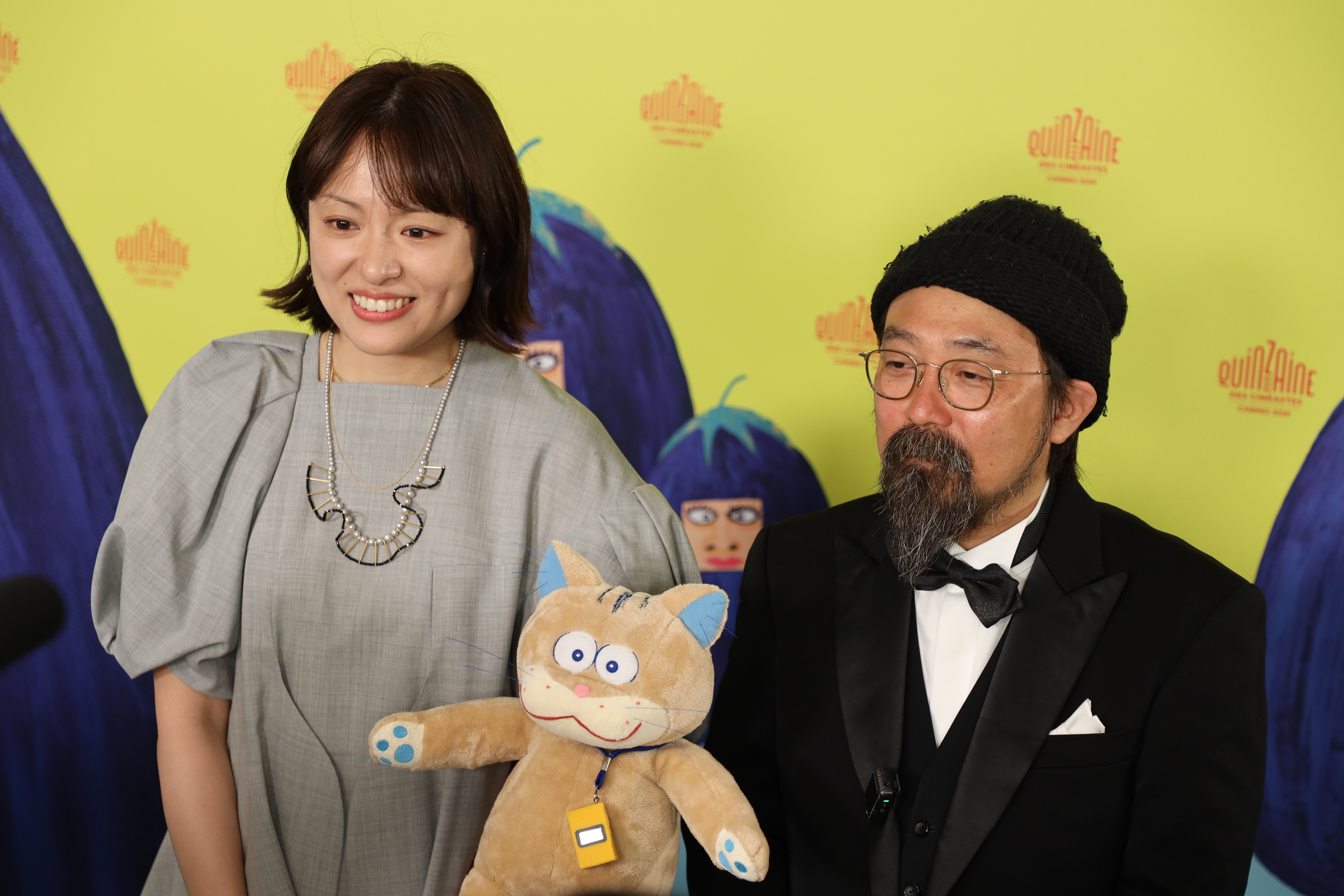
Reżyserzy Yōko Kuno i Nobuhiro Yamashita na 77. Międzynarodowym Festiwalu Filmowym w Cannes

Animacja została wykonana za pomocą rotoskopii. Piosenkę przewodnią filmu, „Matabi”, wykonała Chiaki Satō, a muzykę skomponował Keiichi Suzuki.
Premiera filmu odbyła się 21 maja 2024 na 77. Międzynarodowym Festiwalu Filmowym w Cannes. Do japońskich kin produkcja trafiła z kolei 19 lipca 2024. W Polsce pokazy filmu miały miejsce podczas Octopus Film Festival w dniach 9–11 sierpnia 2024.

## Odbiór

### Krytyka
Valerie Complex z Deadline Hollywood uznała, że technika animacji rotoskopowej sprawiła, że film wydawał się bardziej autentyczny, ale zwróciła również uwagę na słabe tempo i brak spójnej struktury narracyjnej. Podobnie Olivia Popp z Cineuropa pochwaliła „uroczą i ciepłą” animację, jednak miała zastrzeżenia do nierównego tempa. Z kolei Wendy Ide ze Screen Daily uznała, że jednym z największych atutów filmu było aktorstwo głosowe.

### Wyróżnienia
| Rok  | Nagroda                                             | Kategoria                                 | Nominacja                                                                                               | Rezultat  | Źródło |
| ---- | --------------------------------------------------- | ----------------------------------------- | --- | --------- | ------ |
| 2024 | Festiwal Filmowy w Cannes                           | Piętnastka reżyserów                      | Anzu. Kot-duch                                                                                          | Nominacja | [ 4 ]  |
| 2024 | Międzynarodowy Festiwal Filmów Animowanych w Annecy | Kryształ za najlepszy film pełnometrażowy | Anzu. Kot-duch                                                                                          | Nominacja | [ 10 ] |
| 2024 | Kataloński Międzynarodowy Festiwal Filmowy w Sitges | Najlepszy film pełnometrażowy             | Anzu. Kot-duch                                                                                          | Nominacja | [ 11 ] |
| 2024 | Kataloński Międzynarodowy Festiwal Filmowy w Sitges | Najlepszy pełnometrażowy film animowany   | Anzu. Kot-duch                                                                                          | Nominacja | [ 11 ] |
| 2024 | Asia Pacific Screen Awards                          | Najlepszy film animowany                  | Yōko Kuno, Nobuhiro Yamashita, Keiichi Kondo, Emmanuel-Alain Raynal, Pierre Baussaron, Hiroyuki Negishi | Nominacja | [ 12 ] |